# نیشی‌اوکوپه، هوکایدو
نیشی‌اوکوپه، هوکایدو (به لاتین: Nishiokoppe, Hokkaido) یک منطقهٔ مسکونی در ژاپن است که در Okhotsk Subprefecture واقع شده‌است. نیشی‌اوکوپه  ۱٬۱۸۷ نفر جمعیت دارد.